# Yelz
Yelz (Iheltz en euskera y cooficialmente) es una entidad de población española del municipio de Lizoáin-Arriasgoiti, perteneciente a la Comunidad Foral de Navarra.

## Historia
Hacia mediados del siglo XIX, el lugar, ya por entonces perteneciente a Lizoáin, tenía contabilizada una población de 66 habitantes. Aparece descrito en el decimosexto y último volumen del Diccionario geográfico-estadístico-histórico de España y sus posesiones de Ultramar de Pascual Madoz con las siguientes palabras:

YELZ: l. del ayunt. y valle de Lizoain en la prov. y c. g. de Navarra, part. jud. de Aoiz (2 1/4 leg.), aud. terr. y dióc. de Pamplona (2 1/2). sit. á la falda de un elevado monte; clima frio; reinan los vientos N. y S., y se padecen catarros. Tiene 10 casas; igl. parr. de entradad (San Vicente) servida por un abad de provision de los vec.; cementerio contiguo á la misma; una ermita (San Cristóbal), y para el surtido de la pobl. 2 fuentes de aguas comunes y saludables. El térm. se estiende de 3/4 de leg. de N. á S., é igual dist. de E. á O., y confina: N. Mendioroz; E. Lerruz; S. Aranguren, y O. Azpa; comprendiendo dentro de su circunferencia un monte de pinos, robles, hayas y varios arbustos; algunos pequeños sotos con fresnos, y varias canteras de piedra. El terreno es secano, de mediana calidad para la produccion; tiene en él su orígen un pequeño arroyo que se forma de sus fuentes y se dirige al r. de Urroz. caminos: los vecinales, y malos. El correo se recibe de Urroz por balijero. prod.: trigo, avena, maiz, patatas y habas; cria de ganado lanar, vacuno y mular; caza de perdices y codornices. pobl.: 10 vec., 66 alm. riqueza: con el valle (V.).
(Madoz, 1850, p. 432)

En 2022, tenía empadronados veintidós habitantes.